# Fosfoenolpyruvatkarboxikinas

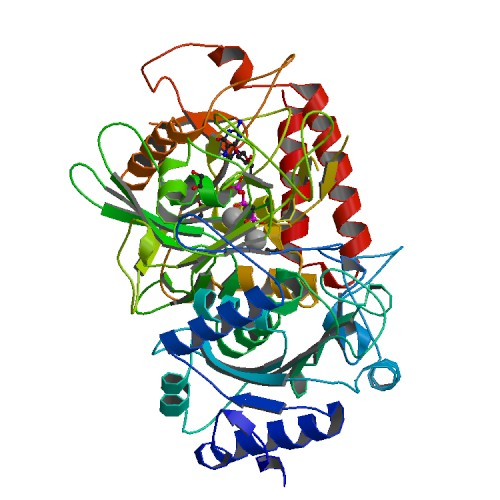
Fosfoenolpyruvatkarboxykinas: PDB - rendering baserad på 1khb.

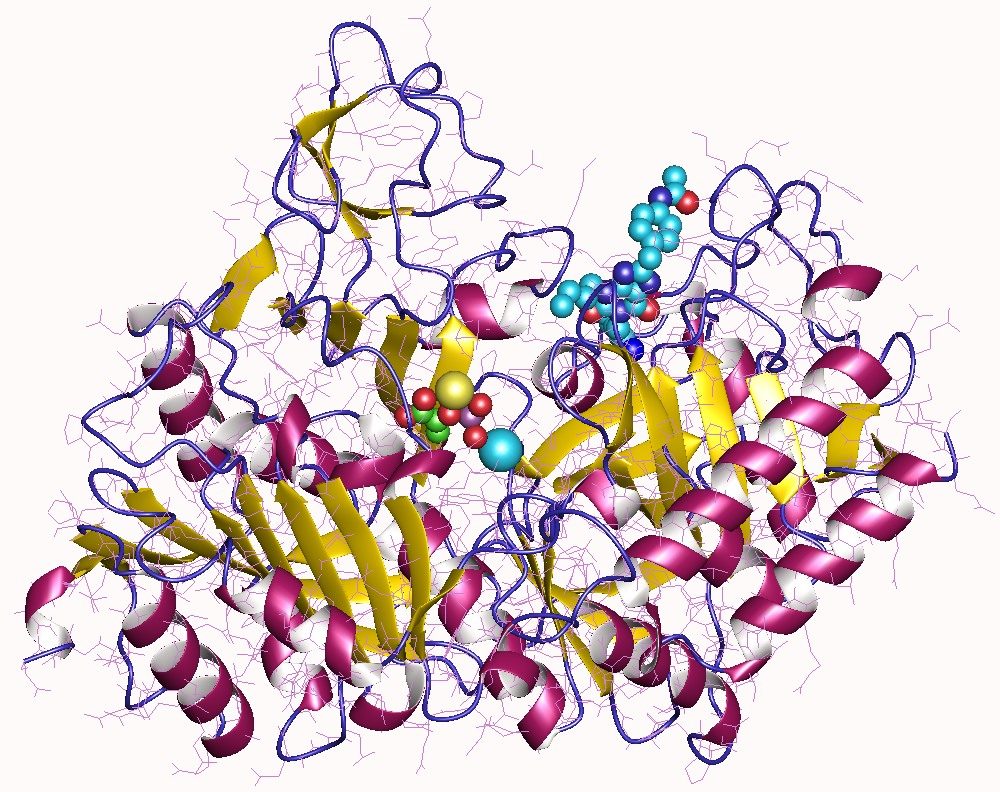
Fosfoenolpyruvatkarboxykinas (GTP, cytosolisk) monomer, människa

Fosfoenolpyruvatkarboxikinas (EC 4.1.1.32, PEPCK) är ett enzym i lyasfamiljen som används i den metaboliska vägen förglukoneogenesen. Det katalyserar omvandlingen av oxaloacetat till fosfoenolpyruvat och koldioxid (CO2), vilket är ett irreversibelt reaktionssteg. Det finns i två former, cytosolisk och mitokondriell. Flera av stegen i glykolysen är reversibla, och kan därför användas även vid glukoneogenes. Fosfoenolpyruvatkarboxikinas och pyruvatkarboxylas utför motsatt reaktion till pyruvatkinas så att glukoneogenesen kan ske.

## Struktur
Hos människa finns det två isoformer av PEPCK, en cytosolisk form (SwissProt P35558) och en mitokondriell isoform (SwissProt Q16822) som har 63,4 procent sekvensidentitet. Den cytosoliska formen är viktig vid glukoneogenes. Det finns dock en känd transportmekanism för att flytta PEP från mitokondrierna till cytosolen, med hjälp av specifika membrantransportproteiner. PEP-transport över det inre mitokondriella membranet utnyttjar det mitokondriella trikarboxylattransportproteinet och i mindre utsträckning adenin-nukleotidbäraren. Möjligheten till en PEP/pyruvattransportör har också framförts.
Röntgenstrukturer av PEPCK ger insikt i strukturen och mekanismen för PEPCKs enzymatiska aktivitet. Den mitokondriella isoformen av kycklinglever PEPCK komplexbunden med Mn2+, Mn2+-fosfoenolpyruvat (PEP) och Mn2+-GDP ger information om dess struktur och hur detta enzym katalyserar reaktioner. Delbaere et al. (2004) löste PEPCK i E. coli och fann att det aktiva stället satt mellan en C-terminal domän och en N-terminal domän. Det aktiva stället observerades vara stängt vid rotation av dessa domäner.
Fosforylgrupper överförs under PEPCK-verkan, vilket sannolikt underlättas av den förmörkade konformationen av fosforylgrupperna när ATP binds till PEPCK.
Eftersom den förmörkade formationen är en som har hög energi, har fosforylgruppöverföring en minskad aktiveringsenergi, vilket innebär att grupperna överförs lättare. Denna överföring sker sannolikt via en mekanism som liknar SN2-förskjutning.

### I olika arter
PEPCK-gentranskription förekommer i många arter, och aminosyrasekvensen för PEPCK är distinkt för varje art. Till exempel skiljer sig dess struktur och dess specificitet hos människor, Escherichia coli (E. coli) och parasiten Trypanosoma cruzi.

## Mekanism
PEPCKase omvandlar oxaloacetat till fosfoenolpyruvat och koldioxid. 

oxaloacetate
fosfoenolpyruvat

Eftersom PEPCK verkar i korsningen mellan glykolys och Krebscykeln, orsakar den dekarboxylering av en C4-molekyl, vilket skapar en C3-molekyl. Som det första engagerade steget i glukoneogenes dekarboxylerar och fosforylerar PEPCK oxaloacetat (OAA) för dess omvandling till PEP, när GTP är närvarande. När ett fosfat överförs resulterar reaktionen i en GDP-molekyl. När pyruvatkinas – enzymet som normalt katalyserar reaktionen som omvandlar PEP till pyruvat – slås ut i mutanter av Bacillus subtilis , deltar PEPCK i en av de anaplerotiska ersättningsreaktionerna, som arbetar i omvänd riktning av sin normala funktion och omvandlar PEP till OAA. Även om denna reaktion är möjlig, är kinetiken så ogynnsam att mutanterna växer i mycket långsam takt eller inte växer alls.

## Funktion

### Glukoneogenes
PEPCK-C katalyserar ett irreversibelt steg av glukoneogenes, processen varigenom glukos syntetiseras. Enzymet har därför ansetts vara väsentligt i glukoshomeostas, vilket visades hos laboratoriemöss som fick diabetes mellitus typ 2 som ett resultat av överuttrycket av PEPCK-C.
Den roll som PEPCK-C spelar i glukoneogenesen kan förmedlas av citronsyracykeln, vars aktivitet visade sig vara direkt relaterad till PEPCK-C-överskott.
Enbart PEPCK-C-nivåer var inte starkt korrelerade med glukoneogenes i muslevern, som tidigare studier har antytt. Medan muslevern nästan uteslutande uttrycker PEPCK-C, presenterar människor likaväl ett mitokondriellt isozym (PEPCK-M). PEPCK-M har glukoneogen potential i sig. Därför kan rollen för PEPCK-C och PEPCK-M i glukoneogenesen vara mer komplex och involvera fler faktorer än vad man tidigare trott.

### Djur
Hos djur är detta ett hastighetskontrollerande steg av glukoneogenes, den process genom vilken celler syntetiserar glukos från metaboliska prekursorer. Blodsockernivån hålls inom väldefinierade gränser delvis på grund av exakt reglering av PEPCK-genuttrycket. För att betona vikten av PEPCK i glukoshomeostas leder överuttryck av detta enzym i möss till symtom på typ 2 diabetes mellitus, den i särklass vanligaste formen av diabetes hos människor. På grund av vikten av blodglukoshomeostas reglerar ett antal hormoner en uppsättning gener (inklusive PEPCK) i levern som modulerar hastigheten för glukossyntes. 
Tillsammans kan kortisol och glukagon ha stora synergistiska effekter, vilket aktiverar PEPCK-C-genen till nivåer som varken kortisol eller glukagon kan nå på egen hand. PEPCK-C förekommer mest i lever, njure och fettvävnad.
En samarbetsstudie mellan US Environmental Protection Agency (EPA) och University of New Hampshire undersökte effekten av DE-71, en kommersiell PBDE-blandning, på PEPCK-enzymkinetiken och fastställde att in vivo-behandling av miljöföroreningen äventyrar leverglukos- och lipid- metabolism möjligen genom aktivering av den xenobiotiska pregnanreceptorn (PXR), och kan påverka hela kroppens insulinkänslighet.
Forskare vid Case Western Reserve University har upptäckt att överuttryck av cytosolisk PEPCK i skelettmuskler hos möss gör att de är mer aktiva, mer aggressiva och har längre liv än vanliga möss.

### Växter
PEPCK ( EC 4.1.1.49) är ett av tre dekarboxyleringsenzymer som används i de oorganiska kolkoncentreringsmekanismerna hos C4 och CAM-växter. De andra är NADP-äppelenzym och NAD-äppelenzym. Vid C4-kolfixering fixeras koldioxid först genom kombination med fosfoenolpyruvat för att bilda oxaloacetat i mesofyllet. I växter av PEPCK-typ C4 omvandlas sedan oxaloacetatet till aspartat, som går till buntens hölje. I buntmantelcellerna omvandlas aspartat tillbaka till oxaloacetat. PEPCK dekarboxylerar buntmantelns oxaloacetat och frigör koldioxid, som sedan fixeras av enzymet Rubisco. För varje molekyl koldioxid som produceras av PEPCK förbrukas en molekyl ATP.
PEPCK verkar i växter som genomgår C4-kolfixering, där dess verkan har lokaliserats till cytosolen, i motsats till däggdjur, där det har visat sig att PEPCK verkar i mitokondrier.
Även om det finns i många olika delar av växter, har det bara setts i specifika celltyper, inklusive områdena av floem.
Det har också upptäckts att PEPCK-nivåer i gurka (Cucumis sativus L.) ökas av flera effekter som är kända för att minska växternas cellulära pH, även om dessa effekter är specifika för växtdelen.
PEPCK-nivåerna steg i rötter och stjälkar när plantorna vattnades med ammoniumklorid vid lågt pH (men inte vid högt pH) eller med smörsyra. PEPCK-nivåerna ökade dock inte i bladen under dessa förhållanden.
I löv leder 5 procent CO2-halt i atmosfären till högre PEPCK-förekomst.

### Bakterier
I ett försök att utforska rollen av PEPCK, orsakade forskare överuttrycket av PEPCK i E. coli- bakterier via rekombinant DNA.
PEPCK av Mycobacterium tuberculosis har visat sig trigga immunsystemet hos möss genom att öka cytokinaktiviteten.
Som ett resultat har det visat sig att PEPCK kan vara en lämplig ingrediens i utvecklingen av en effektiv subenhetsvaccination för tuberkulos.

## Klinisk betydelse
PEPCK har inte övervägts i cancerforskningen förrän nyligen. Det har visat sig att i humana tumörprover och humana cancercellinjer (bröst-, kolon- och lungcancerceller) uttrycktes PEPCK-M, och inte PEPCK-C, i tillräckligt med nivåer för att spela en relevant metabol roll. Därför kan PEPCK-M ha en roll i cancerceller, särskilt under näringsbegränsningar eller andra stressförhållanden.